# منیزیم تری‌سیلیکات

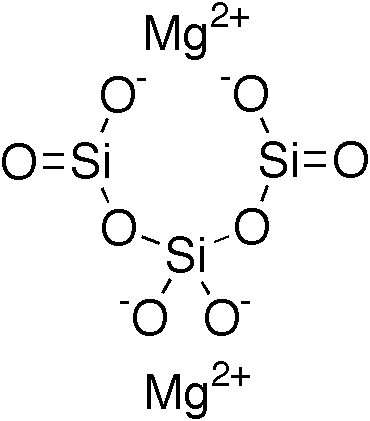
گونه -4 Si3O8 با دو یون +2 Mg پیوند یونی برقرار می کنند.

منیزیم تری‌سیلیکات (به انگلیسی: Magnesium trisilicate) یک ترکیب شیمیایی با شناسه پاب‌کم ۵۳۱۱۲۶۶ است. شکل ظاهری این ترکیب، بلورهای سفید است.